# کارمن پریرا
کارمن پریرا (انگلیسی: Carmen Pereira؛ ۱۹۳۷ – ۴ ژوئن ۲۰۱۶) یک سیاست‌مدار اهل گینه بیسائو بود.